# Mehlbek
Mehlbek est une commune allemande du Schleswig-Holstein, située dans l'arrondissement de Steinburg (Kreis Steinburg), à dix kilomètres au nord-ouest de la ville d'Itzehoe. Mehlbek fait partie de l'Amt Itzehoe-Land (« Itzehoe-campagne ») qui regroupe 20 communes autour d'Itzehoe.